# Rolde: revista de cultura aragonesa
Rolde, subtitulada Revista de cultura aragonesa, es la revista de la asociación cultural Rolde de Estudios Aragoneses (REA), declarada de utilidad pública por el Ministerio de Interior en 1997. Nacida en noviembre de 1977 y con periodicidad variable aunque generalmente trimestral, Rolde es la revista cultural aragonesa más longeva y el fruto de la primera asociación nacionalista aragonesa posterior a la Guerra civil española.

## Origen
La revista fue impulsada en noviembre de 1977 por los propios fundadores de la asociación REA, cuando esta aún se llamaba Rolde de Estudios Nacionalista Aragonés (RENA): José Luis Melero, que aún pertenece al Consejo de Redacción, José Ignacio López Susín, Jorge Cáncer, Guillermo Bovio y Carlos Polite.
A todos esto estudiantes de la Universidad de Zaragoza que apenas tenían veinte años, se sumaron más tarde nombres a los que el tiempo también dotaría de prestigio como Vicente Pinilla, Salvador Badía, Julia Ara, Chesús Bernal, José Luis Acín y Antonio Peiró. En 2003 se incorporó quien en la actualidad sigue coordinando las labores de la revista (Antonio Pérez Lasheras y Gerardo Alquézar lo hicieron anteriormente): Víctor Juan Borroy, profesor de la Universidad de Zaragoza, director del Museo Pedagógico de Aragón, ensayista y novelista.

## Línea ideológica
Ya desde el editorial de su primer ejemplar, la revista demostró actuar sobre dos ejes, el político y el cultural, si bien en 1991 la primera vertiente perdió protagonismo en favor de la segunda. Al considerar que la Chunta Aragonesista, partido fundado cinco años antes por muchos de los socios del REA, ya defendía los valores del nacionalismo aragonés de izquierdas, la asociación prescindió de la palabra "nacionalista" en su nombre. Sin embargo, la revista ha conservado siempre el compromiso aragonesista de los primeros Roldes y se ha posicionado muy firmemente a favor de la plena autonomía y en contra del trasvase del Ebro.

## Objetivo editorial
La revista ha realizado inmensos esfuerzos para reivindicar la cultura aragonesa en diferentes momentos históricos y en muy variadas disciplinas, con el objetivo de fomentar su análisis, comprensión y difusión. Destaca también el esfuerzo puesto en la promoción de jóvenes artistas y escritores aragoneses: desde la propia página web (www.rolde.org) se invita a los jóvenes creadores a enviar sus colaboraciones a la revista, sin que la falta de experiencia o renombre sea un impedimento. Muchos de los más importantes escritores aragoneses comenzaron publicando en Rolde sus primeros trabajos.

## Distribución
Se distribuye impresa entre los suscriptores. Los índices de sus contenidos pueden descargarse en pdf en la página web.

## Monográficos dobles
De forma extraordinaria se han publicado números monográficos dobles, como los dedicados a Miguel Labordeta o Joaquín Costa. El número 138-139 fue un homenaje colectivo a Félix Romeo y recientemente otro ha sido a Eloy Fernández Clemente.

## Colaboradores
Pese a que los contenidos de Rolde son cedidos gratuitamente por sus autores, la revista puede alardear de haber visto pasar por sus páginas a los más ilustres literatos, intelectuales y artistas aragoneses (y no solo aragoneses) de la época reciente.
Escritores:
- Eloy Fernández Clemente
- José Antonio Labordeta
- Luis Alegre
- Félix Romeo
- José Luis Melero
- Ignacio Martínez de Pisón
- Antón Castro
- Francho Nagore Laín
- Óscar Latas Alegre
- Vicente Pinilla
- Antonio Pérez Lasheras
- Ángel Guinda
- Chusé Antón Santamaría Loriente
- Agustín Sánchez Vidal

Artistas:
- Jorge Gay
- Natalio Bayo
- José Manuel Broto
- Ignacio Fortún
- Antonio Saura
- Salvador Victoria
- Julia Dorado
- José Herrera
- Pepe Cerdá